# Smooth Operator
Smooth Operator è un singolo del gruppo musicale britannico Sade, pubblicato il 28 agosto 1984 come primo estratto dal primo album in studio della band Diamond Life. Rappresenta il singolo di maggiore successo in assoluto della band.

## Descrizione
Il musicista Ray St. John, che coscrisse il brano assieme alla leader della band Sade Adu, era stato in precedenza un membro della prima band della Adu, i "Pride". I due avevano scritto la canzone già nel 1982, mentre erano ancora entrambi membri dei Pride, ma non erano riusciti a registrarla.
La canzone è costruita in Re minore ed appartiene al genere dello smooth jazz, stile caratteristico dei Sade, contrassegnato dall'utilizzo del sassofono.
Come dichiarò il canale statunitense AXS TV, nella canzone "La voce calda e piena di Sade Adu canta di un truffatore nonché amante incallito".
Infatti lo "Smooth Operator" (traducibile in italiano come "Operatore fluido") protagonista del brano ha no need to ask ("non ha bisogno di chiedere il permesso"), poiché ottiene tutto con minimum waste and maximum joy ("minimo sforzo e massima gioia/piacere").

## Video musicale
Il videoclip di Smooth Operator, diretto dal regista inglese Julien Temple, rafforza il ritratto delineato dal testo della canzone, quello di un playboy incallito, che usa le donne a proprio piacimento, nonché un criminale di professione. Nel video l'"operatore" è interpretato dall'attore Michael Feast che, in una scena, mostra una pistola a un cliente interessato, e in altre, si comporta come un lenone, e in più tradisce Sade Adu (che nel video  impersona la sua fidanzata) con la ballerina di un night club (interpretata dall'attrice Amanda Pays).
Tuttavia, come rivela la versione estesa del video (lunga 8 minuti), Sade, collaborando con la polizia, si nasconde nel night club e vede il criminale tradirla e vendere armi illegalmente, riuscendo subito ad incastrarlo, con l'aiuto della polizia, arrivata sul posto. Nonostante in un primo momento l'operatore cerchi di scappare dal tetto del club, viene alla fine colpito e cade in terra, morendo.
Il regista del video, Julien Temple, è lo stesso che in seguito avrebbe scelto Sade come protagonista per il suo musical Absolute Beginners, del 1986.

## Accoglienza

### Critica
Il britannico The Guardian nel 1990 recensì così Smooth Operator: 
"Probabilmente il singolo distintivo della band: la precisione con cui la sua musica soave, resa completa da uno splendido assolo di sax, trasmetteva lo stile di vita del suo soggetto protagonista "Smooth Operator", ha delineato il mondo in cui certi costruiscono la propria carriera, il mondo del business disonesto. Come credo, il verso 'We move in space with minimum waste, and maximum joy' ('Ci muoviamo nello spazio con il minimo sforzo e la massima gioia') rimarrà iconico."
L'americano New York Times commentò:
"Insieme a un sassofono solista e a una sinuosa linea di basso, il segreto del successo del più singolo dei Sade è rappresentato da questo: l'affascinante e torbido ritratto del classico playboy senza cuore che attraversa città e continenti in cerca di piacere e denaro. Ma non è solo questo: la voce di Sade Adu rende perfettamente la cattiveria del protagonista della sua canzone, tanto che l'ascoltatore non può fare a meno di esserne sedotto."

## Successo commerciale
Nel Regno Unito, madrepatria della band, dove il singolo venne pubblicato per primo, Smooth Operator raggiunse la posizione n° 19 dell'Official Singles Chart. Anche in Italia il singolo riscosse un notevole successo, tanto da raggiungere il posto n° 2 delle classifiche di tutta la stagione 1984-85.
Negli Stati Uniti, dove Smooth Operator uscì nel febbraio del 1985, la canzone divenne la prima traccia dei Sade ad entrare nella top 10 delle classifiche statunitensi, raggiungendo la posizione n° 5 della Billboard Hot 100 e mantenendola fino al maggio '85. Rimase per ben 13 settimane nella top 40 e arrivò anche in cima alla classifica, sempre Billboard, di Adult Contemporary per due settimane.

## Tracce
Testi e musiche di Sade Adu e Ray St. John.
7"
1. Smooth Operator – 4:15
2. Spirit – 5:28

12"
1. Smooth Operator – 4:15
2. Red Eye – 3:18
3. Spirit – 5:28

## Classifiche

### Classifiche settimanali
| Classifica (1984-2023) | Posizione massima |
| ---------------------- | ----------------- |
| Australia              | 20                |
| Austria                | 12                |
| Belgio (Fiandre)       | 19                |
| Canada                 | 5                 |
| Europa                 | 7                 |
| Francia                | 9                 |
| Germania               | 11                |
| Grecia                 | 66                |
| Irlanda                | 17                |
| Italia                 | 20                |
| Lituania               | 47                |
| Nuova Zelanda          | 22                |
| Paesi Bassi            | 12                |
| Regno Unito            | 19                |
| Stati Uniti            | 5                 |
| Sudafrica              | 6                 |
| Svizzera               | 14                |

### Classifiche di fine anno
| Classifica (1985) | Posizione |
| ----------------- | --------- |
| Canada            | 71        |
| Stati Uniti       | 62        |